# Zhang Jinxiong
Zhang Jinxiong (6 januari 1958) is een Chinees diplomaat. Hij was van 2016 tot 2018 ambassadeur in Suriname en de eerste van zijn Chinese collega's die Nederlands spreekt.

## Biografie
Zhang Jinxiong begon zijn diplomatieke loopbaan op de ambassade in Nederland. Hij werkte daarna afwisselend op het ministerie in Peking en missies in verschillende landen, waaronder naast Nederland in België en Thailand. Van 2002 tot 2006 was hij raadsheer (counselor) op de ambassade in Suriname.
In de eerste helft van 2016 kwam hij opnieuw aan in Suriname, deze keer om Yang Zigang op te volgen als ambassadeur. Op 25 mei presenteerde hij zijn geloofsbrieven aan president Desi Bouterse. Hij is de eerste Chinese ambassadeur die de Nederlandse taal machtig is. Voor hem was dit zijn eerste benoeming als ambassadeur. In zijn eerste week voerde hij allerlei gesprekken, zoals met bankdirecteur Sigmund Proeve en tijdens een welkomstetentje met leden van de Suriname Chinese United Association. Verder gaf hij rond zijn accredidatie met first lady Ingrid Bouterse-Waldring een donatie aan Huize Ashiana en was hij gastheer bij de viering van veertig jaar diplomatieke betrekkingen tussen China en Suriname. Vlak voor zijn vertrek werd hij onderscheiden met het Grootlint in de Ere-Orde van de Palm. Hij bleef aan tot eind juli 2018 en werd opgevolgd door Liu Quan. Hij werd opnieuw raadsheer voor zijn ministerie en keerde in 2019 nog voor een tweedaags werkbezoek terug in Suriname. Hij liet toen ook weten dat hij het betreurde dat de grote Chinese vistrawlers niet langer door de Surinaamse rechter geaccepteerd werden in de Surinaamse wateren, en dit negatieve gevolgen kon hebben voor Chinese investeringen in Suriname. De aanwezigheid van de megavissersschepen in Surinaamse wateren leidde in de jaren ervoor tot veel commotie in Suriname.